# Drevenik
Drevenik je naselje v Občini Rogaška Slatina.